# Schloss Osthoffen

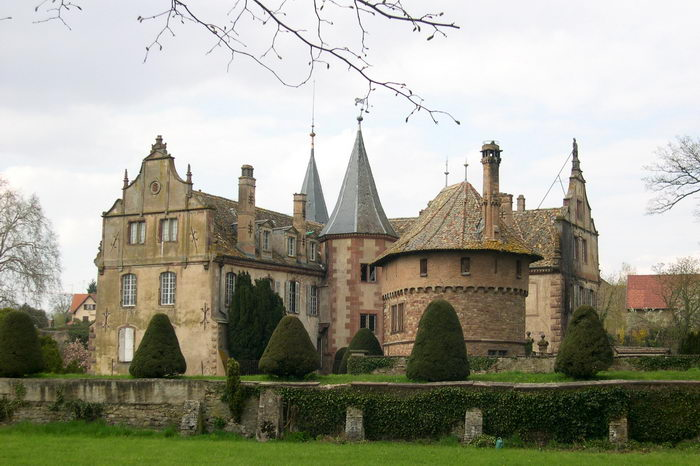
Ansicht des Schlosses Osthoffen von Süden

Das Schloss Osthoffen ist ein Schloss in der elsässischen Gemeinde Osthoffen im Département Bas-Rhin 15 Kilometer westlich von Straßburg. Seit dem 11. September 1963 ist es zum Teil als Monument historique registriert.

## Geschichte
Der Ursprung des Schlosses reicht zurück in die Zeit der römischen Eroberung 50 v. Chr. Es gehörte zum Verteidigungssystem des römischen Lagers auf dem Hügel Scharrach, fünf Kilometer westlich des Schlosses am Fuß der Vogesen. Der Wachturm, aus dem später das Schloss Osthoffen entstand, lag östlich des Römerlagers Scharrach. Hieraus leitet sich sein germanisierter Name ab (OST → Osten – HOFFEN → Hof oder Lager auf Deutsch). Sein Gegenstück westlich des Hauptlagers Scharrach ist das Dorf Westhoffen, das auf den Resten einer Befestigungsanlage aufgebaut ist und sich in gleicher Entfernung vom Hauptlager befindet.
Ursprünglich lagen Schloss und Dorf Osthoffen nicht beieinander. Das Dorf lag zwei Kilometer östlich des Schlossbereichs in einem kleinen Tal nahe einer Quelle (an dieser Stelle wurden Tonscherben gefunden). Nach Kriegen und Zerstörungen suchte die Dorfbevölkerung im Lauf des ersten Jahrtausends Schutz in der Umgebung der Schlossmauern. Im 12. Jahrhundert wurde eine Burg auf dem Umriss und den Grundmauern des ehemaligen römischen Lagers aufgebaut. Ihre Gräben waren niemals mit Wasser gefüllt, sie war nie eine Wasserburg. Vom 12. bis zum 15. Jahrhundert diente sie als Wehranlage. Anfang des 15. Jahrhunderts wurde die Burg nach einem zehn Tage währenden Angriff durch den Bischof von Straßburg als Ruine hinterlassen. Dieser Zustand währte ein volles Jahrhundert, bis es Ende des 15. Jahrhunderts von dem Baumeister Jost von Seebach wieder aufgebaut wurde.
Nun änderte sich die Bestimmung der Anlage: Ihre militärische Bedeutung ging zurück, sie wurde vor allem zum landwirtschaftlichen und religiösen Mittelpunkt. Schließlich wurde das Schloss Osthoffen dem Territorium der großen Abtei Marmoutier einverleibt, das bis Lothringen reichte. Das Schloss wurde mit zwei Renaissancegiebeln nach rheinischem Typus ausgestattet, behielt jedoch die Verteidigungsmauern um den Innenhof und den Turm mit Treppenturm bei. An einigen Stellen wurde es auch weiter geöffnet. Im Dreißigjährigen Krieg kam dem Schloss nochmals militärische Bedeutung zu, als einige Truppen mit ihrem Heerführer Turenne am Tag vor der Schlacht bei Enzheim dort einquartiert wurden. Erst Anfang des 18. Jahrhunderts wurde das Schloss durch die Familie des Barons von Zuckmantel (Botschafter Ludwigs XV.in Venedig) einer Verschönerung unterzogen: Die den Hof eingrenzenden Zwischenmauern wurden eingerissen, und in die Fassade wurden französische Fenster im Stil des 18. Jahrhunderts eingelassen. In ihren Memoiren erwähnt die Baronin von Oberkirch sowohl das Schloss als auch dessen Besitzerfamilie.

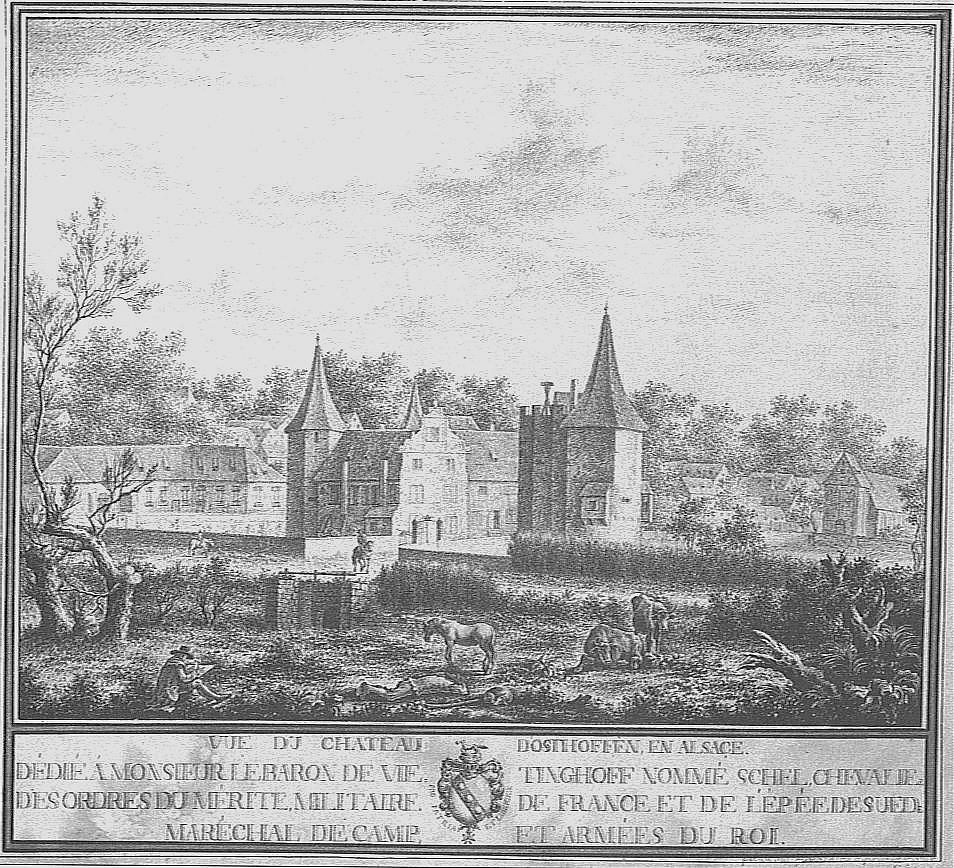
Das Schloss im 18. Jahrhundert

Während der Französischen Revolution erließen die Revolutionsbehörden ein Edikt, das die Eigentümer von nahe der Rheingrenze gelegenen Schlössern verpflichtete, Wehr- und Befestigungstürme niederzureißen, was in Lothringen und im Elsass auch geschah. Der Wehrturm aus dem 12. Jahrhundert und sein angeschlossener Treppenturm wurden ebenso eingerissen wie die beiden Turmspitzen aus dem 13. und 15. Jahrhundert. Entsetzt über die revolutionären Ausschreitungen verpachteten die Eigentümerinnen, die beiden Schwestern Zuckmantel, das Schloss einem ihrer Cousins Vietinghoff und zogen sich zurück. H. von Vietinghoff lebte dort einige Jahre, verkaufte es schließlich an einen Kaufmann, der es 1817 an den General und Vicomte François Grouvel weiterverkaufte, der eine Elsässerin, Marie Nebel, Tochter des Bürgermeisters von Hagenau geheiratet hatte. Während der Restauration wurde der Vicomte Grouvel Militärgouverneur der Stadt Straßburg. Sein Sohn Jules Grouvel unternahm umfangreiche Renovierungsmaßnahmen am Schloss: Er baute den Rundturm wieder auf, errichtete eine Steinbrücke anstelle des Holzbrückchens der vergangenen Jahrhunderte, erneuerte alle Türeinfassungen und Holzarbeiten im Innenbereich und richtete das Schloss neu ein. Da Jules Grouvel die deutsche Staatsbürgerschaft ablehnte, lebte er teils in Paris, teils in Osthoffen. Aus diesem Grund wurde das Schloss Osthoffen während der Zeit von 1872 bis 1918 niemals ganz deutsch. Im Ersten Weltkrieg wäre es fast vom deutschen Zwangsverwalter verkauft worden. Mit der Rückkehr des Elsass an Frankreich zwischen den beiden Weltkriegen kehrten auch technische Neuerungen wie fließendes Wasser und Telefon ins Schloss ein.
Der Zweite Weltkrieg brachte äußerst schwere Zerstörungen wie Plünderungen durch die Deutschen oder der Verlust des Familienarchivs durch Feuer mit sich. Da der Eigentümer François Grouvel als deutscher Kriegsgefangener seine Unterzeichnung der Anerkennung deutscher Rechte am Elsass verweigert hatte, wurden seine Besitztümer eingezogen, nach Deutschland verkauft oder zerstört.
Die Rückgewinnung des Elsass brachte neue Schäden durch die Befreiungstruppen mit sich. François Grouvel und seine Frau mussten die Innenräume des Schlosses mit dem Feuerwehrschlauch reinigen.
1953 fand auf Schloss Osthoffen die Hochzeit des italienischen Industriellen Gianni Agnelli mit Marella Caracciolo di Castagneto statt.

## Architektur

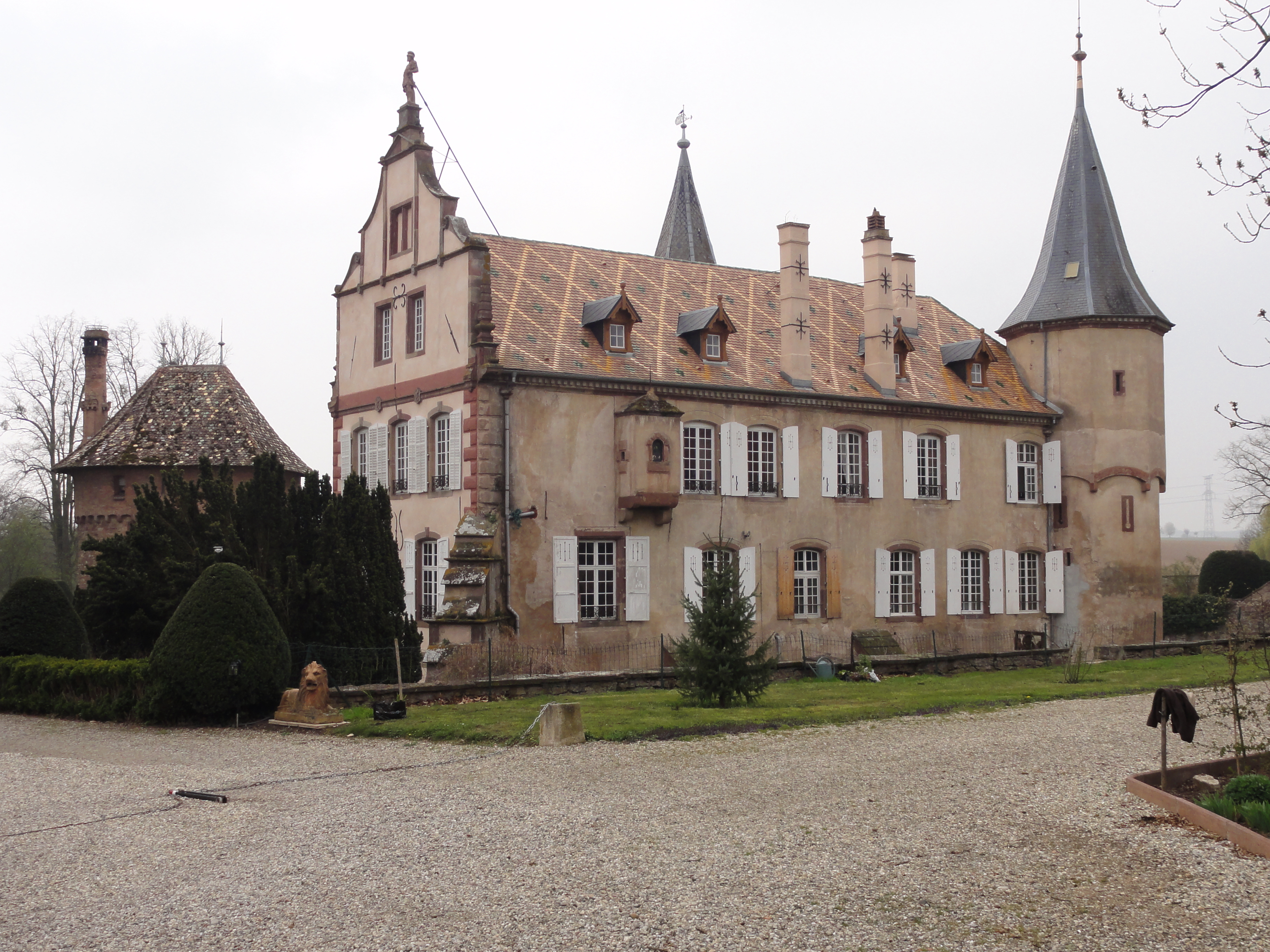
Nordflügel des Schlosses

Das Gelände des Schlosses Osthoffen war von drei Mauern umgeben. Die erste folgte der heutigen Landstraße D118, welche die nördliche Begrenzung des Schlossareals bildete. Sie umfasste es großräumig, denn der Verlauf folgte dem Gebiet des Römerlagers, das zur besseren Verteidigung weitläufig und offen gestaltet war. Diese Umfassung setzt sich unter den Feldern östlich des Schlosses fort und tritt im Süden wieder zutage. Die zweite Umfassung folgte den Mauern des Burggrabens und bildete damit auch einen wirksamen Verteidigungswall. Die dritte Umfassungsmauer grenzte das Schloss nach Osten und Süden hin ab. Sie wurde während der Revolution niedergerissen.
Die breiten Gräben des Schlosses waren immer trocken, wenn man sie mit Wasser füllt, so versickert es. Zur Verstärkung der Schlossmauern wurden in jedem Jahrhundert zahlreiche Stützpfeiler angebaut, die in den trockenen Gräben ihren Halt finden.
Das Schloss selbst besteht aus zwei im rechten Winkel zueinander stehenden Gebäudeflügeln mit einem mehreckigen Treppenturm aus dem 15. Jahrhundert und einem runden Eckturm. Letzterer ist der älteste Teil des Schlosses. Er diente zur Verteidigung der beiden nördlich gelegenen Hauptzugänge zur ehemaligen Burg, die während der Kampfhandlungen im 14. Jahrhundert zerstört wurden. Ursprünglich hatte das Gebäude drei Stockwerke, das dritte verschwand beim ersten Wiederaufbau während der Renaissance. Über dem Keller liegt das hohe Sockelgeschoss, darüber ein Obergeschoss und darüber anstelle des ehemaligen dritten Stockwerks das mit Mansarden versehene Dachgeschoss, das wiederum von den Giebeln überragt wird.
Der Schlossturm, der während der Französischen Revolution niedergerissen worden war, wurde nach einer Zeichnung Jules Grouvels, seines Zeichens Polytechniker, der die Architektur dem Waffenhandwerk bei weitem vorzog, 1866 wieder aufgebaut. Der ursprüngliche Schlossturm war sehr eigenartig: Er bestand aus zwei miteinander verbundenen Türmen, von denen einer eine Wendeltreppe enthielt, während der andere mehrere übereinander liegende Räume barg. Dieses Ensemble wirkte sehr wuchtig und wurde durch den heutigen Turm ersetzt. Auf der Spitze des Ostgiebels befindet sich eine Statue aus dem 15. Jahrhundert, die den Heiligen Quirin als römischen Feldherrn darstellt. Sie ist der Beweis für die Zugehörigkeit des Schlosses zur Abtei von Marmoutier.